# Program Pegasus
Pegasus (ang. „Pegaz”) – seria trzech amerykańskich satelitów naukowo-badawczych przeznaczonych do badań wielkości i ilości mikrometeoroidów w przestrzeni wokółziemskiej. Wysłane w celu zebrania danych pomiarowych potrzebnych do założeń konstrukcyjnych statków Apollo.

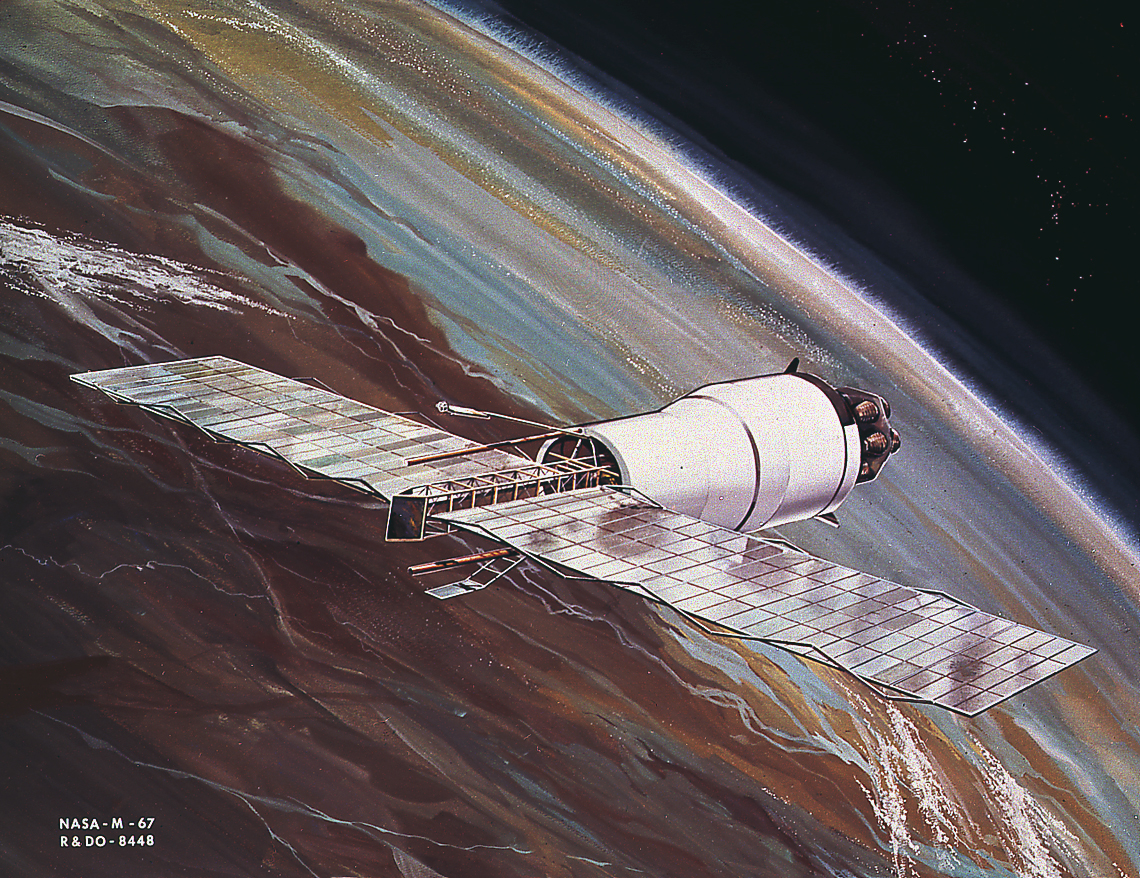
Wizja artystyczna satelity

Z każdym satelitą wynoszono jeden egzemplarz makiety kapsuły Apollo, tzw. boilerplate.
Cała seria satelitów została zaprojektowana w Centrum Lotów Kosmicznych imienia George’a C. Marshalla, jak również były stamtąd sterowane podczas trwania misji. Głównym wykonawcą była firma Fairchild Hiller. Satelity zostały zbudowane w Huntsville, przez ten sam zespół NASA, który zajmował się rakietami Saturn.

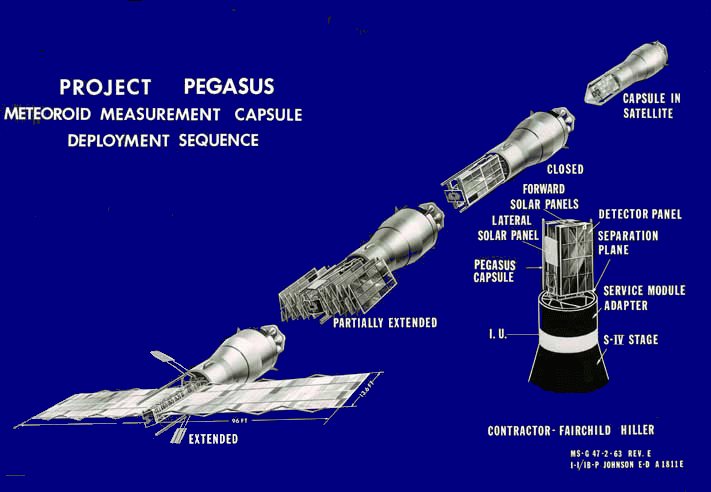
Etapy rozwinięcia satelity

Satelity były wystrzeliwane w przestrzeń kosmiczną w trakcie prób z rakietami Saturn I Block 2 i na orbicie pozostawały połączone z drugim stopniem rakiety nośnej. Ze względu na duże rozmiary, satelity zajmowały zarówno przestrzeń w makiecie modułu serwisowego, jak i w drugim stopniu rakiety. Umieszczano je na stosunkowo wysokich orbitach od 440 do 740 kilometrów.

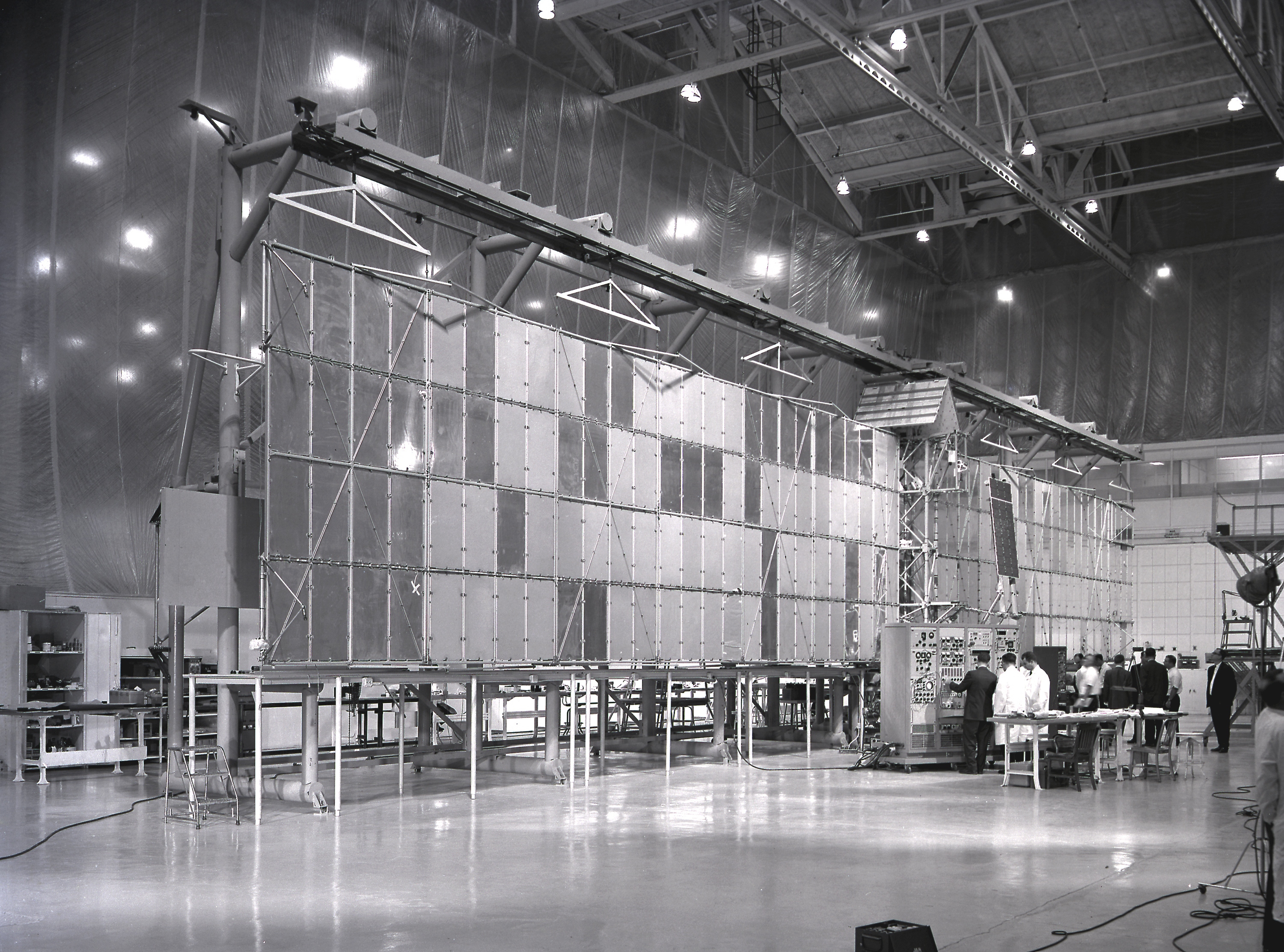
Prace nad rozłożonym panelem detektorów mikrometeoroidów, 1 stycznia 1965

Nazwa satelity wiązała się z rozkładanymi „skrzydłami”, o wymiarach 29×4,3 m, będącymi detektorami mikrometeoroidów – podstawowym przyrządem pomiarowym misji. Składały się one z 208 paneli pokrytych różnej grubości warstwami ochronnymi (do 0,016 cala), których częstość i wielkość przebijania mierzono. Panel po rozłożeniu miał 210 m².
Na satelicie umieszczono też różnego rodzaju próbki w różnych osłonach, również w celu pomiaru przebijalności ich przez mikrometeoroidy.

## Przebieg misji
Podczas każdego z trzech startów rakieta Saturn I wynosiła także makietę kapsuły powrotnej Apollo i wieżę rakietowego systemu ucieczkowego. Wieża była odrzucana po odrzuceniu pierwszego członu rakiety i po włączeniu silników drugiego stopnia. Po osiągnięciu orbity, oddzielana była makieta Apollo. Panele Pegasusów były rozkładane za pomocą silnika. Proces rozkładania paneli obserwowany był przez kamerę telewizyjną. Satelity pozostawały połączone z ostatnim członem rakiety nośnej, skąd wynika ich duża masa i wielkość.
Ernst Stuhlinger, ówczesny dyrektor laboratorium projektów badawczych MSFC, odnotował, że misje Pegasus dostarczyły znacznie więcej informacji niż jedynie dane o mikrometeoroidach. Naukowcy zebrali użyteczne dane dotyczące ruchu orbitalnego i żyroskopowego bryły sztywnej, trwałości urządzeń elektronicznych w przestrzeni kosmicznej, efektywności działania układów kontroli temperatury i ich degradacji. Historyk Roger Bilstein zauważył, że fizycy programu Pegasus zebrali dodatkowe informacje o promieniowaniu w przestrzeni kosmicznej, pasach radiacyjnych i innych zjawiskach.

## Lista misji[2]
- Pegasus 1 – wystrzelony 16 lutego 1965
- Pegasus 2 – wystrzelony 25 maja 1965. W ciągu pierwszych czterech tygodni pracy satelita zasygnalizował 53. zderzenia z meteorytami
- Pegasus 3 – wystrzelony 30 lipca 1965

W połowie 1968 roku na komendę z Ziemi została wyłączona aparatura wszystkich trzech satelitów, ponieważ znacznie przekroczyły planowany okres aktywnego istnienia (18 miesięcy), a uzyskane dane pomiarowe wykazały, że założenia konstrukcyjne w odniesieniu do ochrony statków Apollo przed mikrometeorytami są wystarczające.